# Кумановска сръбска община
Кумановската сръбска община е гражданско-църковно сдружение на сърбоманите патриаршисти в Куманово, Османската империя, съществувало в Османската империя от 70-те години на XIX век до 1913 година, когато е закрита след Междусъюзническата война от новите сръбски власти.

## История
В XIX век Куманово е смесен българо-турски град в Османската империя. В края на 50-те години на века в града появяват двама сръбски учители, но гражданството се повдига срещу тях, тъй като пропагандират сърбизма и имат недобро поведение и те са изгонени. През 70-те години, при създаването на Българската екзархия част от жителите на града, начело с председателя на православната община иконом Димитър Младенов, остават гъркомани и продължават да подкрепят Патриаршията. Така в града се появяват две православни общини - българска екзархийска и гъркоманска патриаршистка, която става сръбска. По думите на Димитър Матов „напослѣдъкъ въ Куманово гъркоманството взема ясни бои на сърбизъмъ“. Истилямът през втората половина на 1873 година в Куманово е спечелен от българите. Сръбската община се сблъсква с доминиращите българи, които две години се опитват да получат ред в църквата „Свети Никола“. След заемането на скопската катедра от екзархийския митрополит Доротей през пролетта на 1874 година, на екзархистите им е даден ред в църквата и тя се ползва на равни начала от двете общини - една неделя служат екзархистите и споменават при отпуск имената на Светите братя Кирил и Методий, една неделя служат патриаршистите и споменават името на Свети Сава. След назначаването на Кирил Скопски за екзархийски митрополит, екзархистите се опитват да овладеят напълно „Свети Никола“, но безуспешно. Руско-турската война в 1877 - 1878 година нанася силен удар върху българската община, чиято дейност заглъхва, а българските училища са затворени. Но в 1876 година е затворено и сръбското училище в Куманово, в 1880 година умира Димитър Младенов, а в 1882 година и наследилият го като председател Денко Кръстев. Сръбската община е оглавена от Димитър Николов. В 1889 година според Димитър Матов в града от 750 български къщи (от общо 1600) само 96 са патриаршистки, а според Йован Хадживасилевич на следната 1890 година екзархистки са 250 къщи в града и 13 села.
В 1882 година сръбската патриаршистка община е оглавена от Димитър Николов, който подава молба в Кумановския съд да се прекрати достъпа на българите до общата църква „Свети Никола“. В 1890 година съдът взима решение за забрана на екзархийските свещеници да служат в храма. Това решение е изпратено в Църковния съвет при министерството на вероизповеданията в Цариград, а в това време сърбоманите искат от валията да приложи решението на съда. Валията признава решението и в 1891 година ключовете на храма са предадени на дошлия специално за това в Куманово митрополит Паисий Скопски. Митрополит Теодосий Скопски пристига в Куманово и се опитва да влезе в църквата, но е спрян от властите. Тогава българите дават 1500 лири на мектупчията, помощника на валията, който е в конфликт със сръбския консул. Мектупчията успява да убеди валията, че изхвърлянето на българите от храма ще доведе до големи проблеми и църквата отново е дадена и на двете общини. Митрополит Паисий, който също е в лоши отношения със сръбското консулство, не прави нищо, а от Цариград също идва решение в полза на българите.
В 1896 година българската община подава молба в кумановския съд да получи изцяло църквата, но съдът я отхвърля, затова на Богоявление в 1897 година, когато е ред на сърбите, българите се опитват да влязат в храма насилствено, което води до намеса на властите и много арести. В знак на протест, българите отказват да служат в църквата и когато им е редът, но кумановският и вилаетският съд в Скопие отново потвърждават редуването. След избухването на Гръцко-турската война обаче везните се накланят в полза на българите - след изпратена лично до султана молба, на 18 април 1897 година, първи ден на Великден, в Куманово пристига заповед църквата да се даде единствено на българите. За да ѝ̀ се върне реда в църквата, сръбската община праща специална делегация от 80 души в Скопие, пише молби до косовския валия, министъра на правосъдието и вероизповеданията, великия везир и лично до султана, но всички тези действия остават без успех. На 1 април 1898 година, Великден патриаршистите се опитват със сила да влязат в храма, но са разпръснати от войска и църквата е затворена. Много от патриаршистите са ранени, между които Димитър Николов, Хаджи поп Давид, Тасе Цакич, Арсо Петкович, Джоро Чавдарович, Ильо Бояния. В същото време българската община получава и манастирите „Света Богородица“ в Матейче и „Свети Георги“ в Градище. Български училища започват да се отварят по овчеполските и козячките села. След пет месеца храмът отново е предаден на българската община.
В началото на XX век председател на общината е поп Атанас Петров, убит от български дейци в 1905 година.
- Председатели на общината
- Димитър Младенов
 (1833 – 1880)
- Денко Кръстев
 (1880 – 16 юни 1882)
- Димитър Николов
 (1882 – 1887)